# Mikel Odriozola
Mikel Odriozola Domínguez (Rentería, Guipúzcoa, 25 de mayo de 1973) es un deportista vasco, que competía en atletismo en la especialidad de marcha atlética, de la cual se proclamó campeón de España en  cinco ocasiones (2001, 2002, 2003, 2005, 2006 y 2011).
Hoy en día es preparador físico del club de rugby vasco Bera Bera Rugby Taldea.

## Competiciones internacionales
| Año                | Competición                     | Lugar               | Resultado | Distancia |
| ------------------ | ------------------------------- | ------------------- | --------- | --------- |
| 1998               | Campeonato Europeo de Atletismo | Budapest, Hungría   | 4º        | 50 km     |
| 1999               | Campeonato Mundial de Atletismo | Sevilla, España     | 18º       | 20 km     |
| 2000               | Juegos Olímpicos                | Sídney, Australia   | 24º       | 50 km     |
| 2001               | Campeonato Mundial de Atletismo | Edmonton, Canadá    | 15º       | 50 km     |
| 2003               | Campeonato Mundial de Atletismo | París, Francia      | 14º       | 20 km     |
| 2005               | Campeonato Mundial de Atletismo | Helsinki, Finlandia | DQ        | 50 km     |
| 2006               | Campeonato Europeo de Atletismo | Gotemburgo, Suecia  | 5º        | 50 km     |
| 2006               | Copa del Mundo de Marcha        | La Coruña, España   | 4º        | 50 km     |
| 2007               | Campeonato Mundial de Atletismo | Osaka, Japón        | 6º        | 50 km     |
| 2008               | Juegos Olímpicos                | Pekín, China        | 13º       | 50 km     |
| 2008               | Copa del Mundo de Marcha        | Cheboksary, Rusia   | 4º        | 50 km     |
| DQ-Descalificación |                                 |                     |           |           |